# 爆笑学園ナセバナ〜ル!
『爆笑学園ナセバナ〜ル!』（ばくしょうがくえんナセバナール）は、2012年10月9日から2013年2月26日まで、TBS系列で放送されていた学園バラエティ番組である。毎日放送（MBS）とIVSテレビ制作の共同製作。放送時間は、毎週火曜19:56 - 20:54（JST）。初回は19時からの2時間スペシャル。

## 概要
爆笑問題の冠番組。全国の若者が取り組む様々なプロジェクトを取材し、その取り組みについてのビデオを見ながら、爆笑問題や中高生、あるいは彼らの兄貴・姉貴に当たるタレントたちが時に真剣になりながら励ましていく応援バラエティー番組として放送された。
2013年4月改編に伴い、同年2月26日の2時間スペシャルをもって終了した。この日の多くのネット局の番組表・新聞番組欄等では最終回マークの表記等はなかったが、一部のネット局でこの日の放送が最終回であることが事前に告知されていた。
後番組の『世界の日本人妻は見た!』には出演の爆笑問題と一部スタッフが続投した。

## 出演
司会
- 爆笑問題（太田光・田中裕二）

以下パネラー
- 中山優馬（NYC）
- マリウス葉（Sexy Zone）
- 澤部佑（ハライチ）
- 指原莉乃（当時HKT48）
- 鈴木砂羽
- ジャングルポケット（武山浩三・太田博久・斉藤慎二）
- Fairies
- 木下優樹菜
- 土田晃之
- 中村アン
- ウエストランド（河本太・井口浩之）

### 代理司会
- 2012年12月11日放送は、収録日に田中が入院していた（田中裕二 (お笑い芸人)#略歴を参照）ため、指原が代理で司会を担当した。

## ネット局
| 放送対象地域   | 放送局                    | 系列    | 放送期間                      | 放送日時           | 遅れ日数   |
| -------------- | ------------------------- | ------- | ----------------------------- | ------------------ | ---------- |
| 近畿広域圏     | 毎日放送（MBS）           | TBS系列 | 2012年10月9日 - 2013年2月26日 | 火曜 19:56 - 20:54 | 制作局     |
| 北海道         | 北海道放送（HBC）         | TBS系列 | 2012年10月9日 - 2013年2月26日 | 火曜 19:56 - 20:54 | 同時ネット |
| 青森県         | 青森テレビ（ATV）         | TBS系列 | 2012年10月9日 - 2013年2月26日 | 火曜 19:56 - 20:54 | 同時ネット |
| 岩手県         | IBC岩手放送（IBC）        | TBS系列 | 2012年10月9日 - 2013年2月26日 | 火曜 19:56 - 20:54 | 同時ネット |
| 宮城県         | 東北放送（TBC）           | TBS系列 | 2012年10月9日 - 2013年2月26日 | 火曜 19:56 - 20:54 | 同時ネット |
| 山形県         | テレビユー山形（TUY）     | TBS系列 | 2012年10月9日 - 2013年2月26日 | 火曜 19:56 - 20:54 | 同時ネット |
| 福島県         | テレビユー福島（TUF）     | TBS系列 | 2012年10月9日 - 2013年2月26日 | 火曜 19:56 - 20:54 | 同時ネット |
| 関東広域圏     | TBSテレビ（TBS）          | TBS系列 | 2012年10月9日 - 2013年2月26日 | 火曜 19:56 - 20:54 | 同時ネット |
| 山梨県         | テレビ山梨（UTY）         | TBS系列 | 2012年10月9日 - 2013年2月26日 | 火曜 19:56 - 20:54 | 同時ネット |
| 新潟県         | 新潟放送（BSN）           | TBS系列 | 2012年10月9日 - 2013年2月26日 | 火曜 19:56 - 20:54 | 同時ネット |
| 長野県         | 信越放送（SBC）           | TBS系列 | 2012年10月9日 - 2013年2月26日 | 火曜 19:56 - 20:54 | 同時ネット |
| 静岡県         | 静岡放送（SBS）           | TBS系列 | 2012年10月9日 - 2013年2月26日 | 火曜 19:56 - 20:54 | 同時ネット |
| 富山県         | チューリップテレビ（TUT） | TBS系列 | 2012年10月9日 - 2013年2月26日 | 火曜 19:56 - 20:54 | 同時ネット |
| 石川県         | 北陸放送（MRO）           | TBS系列 | 2012年10月9日 - 2013年2月26日 | 火曜 19:56 - 20:54 | 同時ネット |
| 中京広域圏     | 中部日本放送（CBC）       | TBS系列 | 2012年10月9日 - 2013年2月26日 | 火曜 19:56 - 20:54 | 同時ネット |
| 鳥取県・島根県 | 山陰放送（BSS）           | TBS系列 | 2012年10月9日 - 2013年2月26日 | 火曜 19:56 - 20:54 | 同時ネット |
| 岡山県・香川県 | 山陽放送（RSK）           | TBS系列 | 2012年10月9日 - 2013年2月26日 | 火曜 19:56 - 20:54 | 同時ネット |
| 広島県         | 中国放送（RCC）           | TBS系列 | 2012年10月9日 - 2013年2月26日 | 火曜 19:56 - 20:54 | 同時ネット |
| 山口県         | テレビ山口（tys）         | TBS系列 | 2012年10月9日 - 2013年2月26日 | 火曜 19:56 - 20:54 | 同時ネット |
| 愛媛県         | あいテレビ（itv）         | TBS系列 | 2012年10月9日 - 2013年2月26日 | 火曜 19:56 - 20:54 | 同時ネット |
| 高知県         | テレビ高知（KUTV）        | TBS系列 | 2012年10月9日 - 2013年2月26日 | 火曜 19:56 - 20:54 | 同時ネット |
| 福岡県         | RKB毎日放送（rkb）        | TBS系列 | 2012年10月9日 - 2013年2月26日 | 火曜 19:56 - 20:54 | 同時ネット |
| 長崎県         | 長崎放送（NBC）           | TBS系列 | 2012年10月9日 - 2013年2月26日 | 火曜 19:56 - 20:54 | 同時ネット |
| 熊本県         | 熊本放送（RKK）           | TBS系列 | 2012年10月9日 - 2013年2月26日 | 火曜 19:56 - 20:54 | 同時ネット |
| 大分県         | 大分放送（OBS）           | TBS系列 | 2012年10月9日 - 2013年2月26日 | 火曜 19:56 - 20:54 | 同時ネット |
| 宮崎県         | 宮崎放送（MRT）           | TBS系列 | 2012年10月9日 - 2013年2月26日 | 火曜 19:56 - 20:54 | 同時ネット |
| 鹿児島県       | 南日本放送（MBC）         | TBS系列 | 2012年10月9日 - 2013年2月26日 | 火曜 19:56 - 20:54 | 同時ネット |
| 沖縄県         | 琉球放送（RBC）           | TBS系列 | 2012年10月9日 - 2013年2月26日 | 火曜 19:56 - 20:54 | 同時ネット |

## スタッフ
- 演出：福浦与一、中村秀樹（以前はディレクター）
- ナレーター：藤原啓治、大塚琴美
- 構成：豊村剛、とちぼり元、秋葉高彰、いとうなお、桝本壮志、猿橋英之、奥田泰
- 美術プロデューサー：小美野淳一
- 美術デザイン：岡嶋正浩
- 美術制作：串岡良太郎
- メイク：マービィ
- TP：深谷高史
- SW：岩田一己
- CAM：小林光行
- VE：武田和浩
- MIX：松原瑞貴
- LD：本沢啓史
- 編集：立木規之
- MA：長田浩幸、木村亮充
- 音効：稲川壮
- タイトル・キャラクター：田中秀幸
- イラスト：ぴーたん、グレートインターナショナル
- リサーチ：ヒロ・ナオキ、飯島克矩
- 美術協力：アックス
- 技術協力：ニューテレス、FLT、IMAGICA、ヴェントゥオノ、ヴイ・ビジョンスタジオ、ポジティヴワン、Timely
- 協力：STEELO、キャップストーン
- 宣伝：諸冨洋史（MBS）
- 編成：石田敦子（MBS）
- デスク：阿部繭子（MBS）
- AP：太田茂憲、須山由佳子
- ディレクター：山崎勝、新井勝也、伊藤淳一、渡辺将司、山田雅之（MBS）、武田喜栄、川村大介、見崎陽亮、里永知洋、久佐賀浩之、石森一彰、松本剛樹、松井美保
- プロデューサー：佐藤基、澤井慎幸
- チーフプロデューサー：中野伸二（MBS）、長尾忠彦
- 製作：毎日放送、IVSテレビ制作